# Epidromia glaucescens
Epidromia glaucescens är en fjärilsart som beskrevs av Walker 1858. Epidromia glaucescens ingår i släktet Epidromia och familjen nattflyn. Inga underarter finns listade i Catalogue of Life.